# 天主的啟示
《天主的啟示》（拉丁語：Dei Verbum）教義憲章為梵蒂岡第二屆大公會議公布的文件之一，又可簡稱為《啟示》憲章。其拉丁文正式名稱依照聖座文獻的命名傳統擇其前頭二字命名為「Dei Verbum」，直譯就是「天主聖言」。其目的是闡明天主教信仰中關於信仰啟示的來源與傳承的意義，並為了天主教中聖經、聖傳以及教會訓導權的關係做出說明，並且特別介紹了聖經新舊約的意義所在以及聖經對於啟示的重要。
在梵二第一會期的1962年11月14日，籌備委員會神學組提出了《啟示淵源》草案，卻遭到不少與會主教的反對。在正反雙方僵持不下的情況下，最後在11月20日交付廢除表決，然而支持廢除的票數卻未達到必要的三分之二多數。考慮到這點，時任教宗若望二十三世例外介入此議程。另外，選派由神學組與基督徒合一秘書處以及多位樞機組成的包括正反二方的特別委員會負責此草案的重寫，並最終在第三會期期間的1964年9月30日以《啟示》草案之名交付討論。最後在幾次會議中針對幾點基於天主教的信仰做出更改，比如將聖經絕對無誤的敘述改為較為貼切的聖經於其教導的人類得救的真理上無誤，等較為適合的敘述。然而由於大會會期將近結束，因此最後的表決與發佈被延至第四會期，在最後做出幾個潤色後，終於在1965年11月18日由教宗保祿六世公布。

## 簡介
此憲章分成六章，分別是簡述天主教的啟示信仰，啟示的傳承途徑，《聖經》的寫作與解釋，介紹舊約與新約，閱讀聖經的重要性。另外，為了解釋此憲章的神學意義，又有附上一段附錄做說明。

### 〈緒言〉
憲章開頭表示該文獻是為了將《福音》告訴世人，因此繼過往的特倫托與梵蒂岡第一屆大公會議，描述天主教中天主的啟示與傳承的種種。

### 〈論啟示的本質〉
此章節說明了天主教信仰的軸心在於，天主為使世人得救，因此願將自己啟示給人。並簡述了從原祖墮落後，天主藉由亞巴郎、梅瑟等先知傳達救贖的預言，並在最後派遣聖子帶來了福音，以人對人之言語的方式將之傳給世人，最後藉著聖神將啟示完全。而對於這啟示乃須由信德去回應，而且人能夠更為輕易地認識天主，啟示就是最大的原因。

### 〈論天主啟示的傳授〉
天主教相信為了傳承啟示，耶穌選立了宗徒們擔任《福音》傳播者，並藉由宗徒的繼承人——主教們，將從耶穌那邊因口授或是在旁學習而得的聖傳交給世世代代，並有人因聖神默感寫下了《聖經》。聖傳與《聖經》都是啟示的載體，且是相輔相成的。而教會則是受託管理這些，並以訓導權的形式服務天主的真理。

### 〈論聖經的默感及其解釋〉
此章討論了《聖經》的寫成是基於聖神啟發了作者們，使用他們的文筆以及能力記下天主想傳授的事。因此聖經被視為是聖神的話。然而，為解釋聖經則必須考慮到「文學類型」，考據創作者的時代背景，創作時代的用詞習慣。同時因為聖經出自於同一位聖神，因此整本聖經的互相對照，以及信德的參與也是重要的一環，最後教會訓導權常常為此作結。另外在該章結尾更將聖經以人的語言傳達天主的道理與聖子耶穌的道成肉身對映，將之稱為「奇妙地屈尊就卑」。

### 〈論舊約〉
在天主教看來《舊約》紀載了基督降世前，天主對救贖的預先安排，經由與亞巴郎與梅瑟等先知的互動，預先選出以色列民族將自身啟示給他們。雖然舊約有其不完美之處，但因為其中對於信仰道理的紀錄以及重要性，基督徒也應虔誠地接受。且關於新舊約的關係，憲章將之稱為「新約隱藏於舊約裡，舊約顯露於新約中。」

### 〈論新約〉
《新約》記載了耶穌救贖世人的過程，而在其中最受重視的乃是四本記錄耶穌傳記的福音書。乃是由宗徒與宗徒的弟子
，基於其親眼所見或傳承而來的道理寫就。並且獲得教會的深信。而除了福音書外，新約還包含保祿書信等宗徒的著作，記錄了基督的道理，初期教會的經歷等重要資訊。

### 〈論聖經在教會的生活中〉
在天主教教會，聖經為十分敬重的事物。而聖經的翻譯也為重要之事，對此憲章特別提及希望能與分離的其他基督教教會一起翻譯聖經。此外憲章也鼓勵神學家們以適當的方式宣講聖經，並肯定聖經為神學的靈魂。且鼓勵所有神職人員和信徒們勤讀聖經，而各地主教也應將提供適宜的翻譯本給信徒作為重要任務。

### 〈結語〉
憲章在結尾期勉經由研讀聖經，加深對基督的景仰，使精神獲得鼓舞。

## 背景
基督教的特色之一就是其信仰中的啟示觀，作為其中一分支的天主教也是如此，相信其宗教的建立並非基於創始者的個人體悟，而是基於神向人傳達的訊息。在基督宗教，就是指耶穌傳達福音一事。
在近代天主教的啟示觀經歷的諸多發展，比如在特倫托大公會議為了抵抗基督新教提出的唯獨聖經論，確立了聖傳也是傳達啟示的載體。梵一大公會議則為了應對理性主義而強調了啟示的超自然性。

## 影響
《啟示》憲章為解決自特倫托大公會議以來的《聖經》与聖傳孰輕孰重之爭，提出了一種更為調和互補模式。
此外，由於新教的唯獨聖經主張使得天主教對於廣讀聖經產生較為消極的態度，在《啟示》憲章中卻肯定的表示讀《聖經》在教會生活屬於不可或缺的一環且鼓勵翻譯《聖經》。另一方面，《啟示》憲章也正式的將聖經批判研究法納入大公會議文獻中，以增进天主教的聖經研究。